# Herbert Ralph Hone
Sir Herbert Ralph Hone, britanski general, * 1896, † 1992.